# Jędrzej Gałka

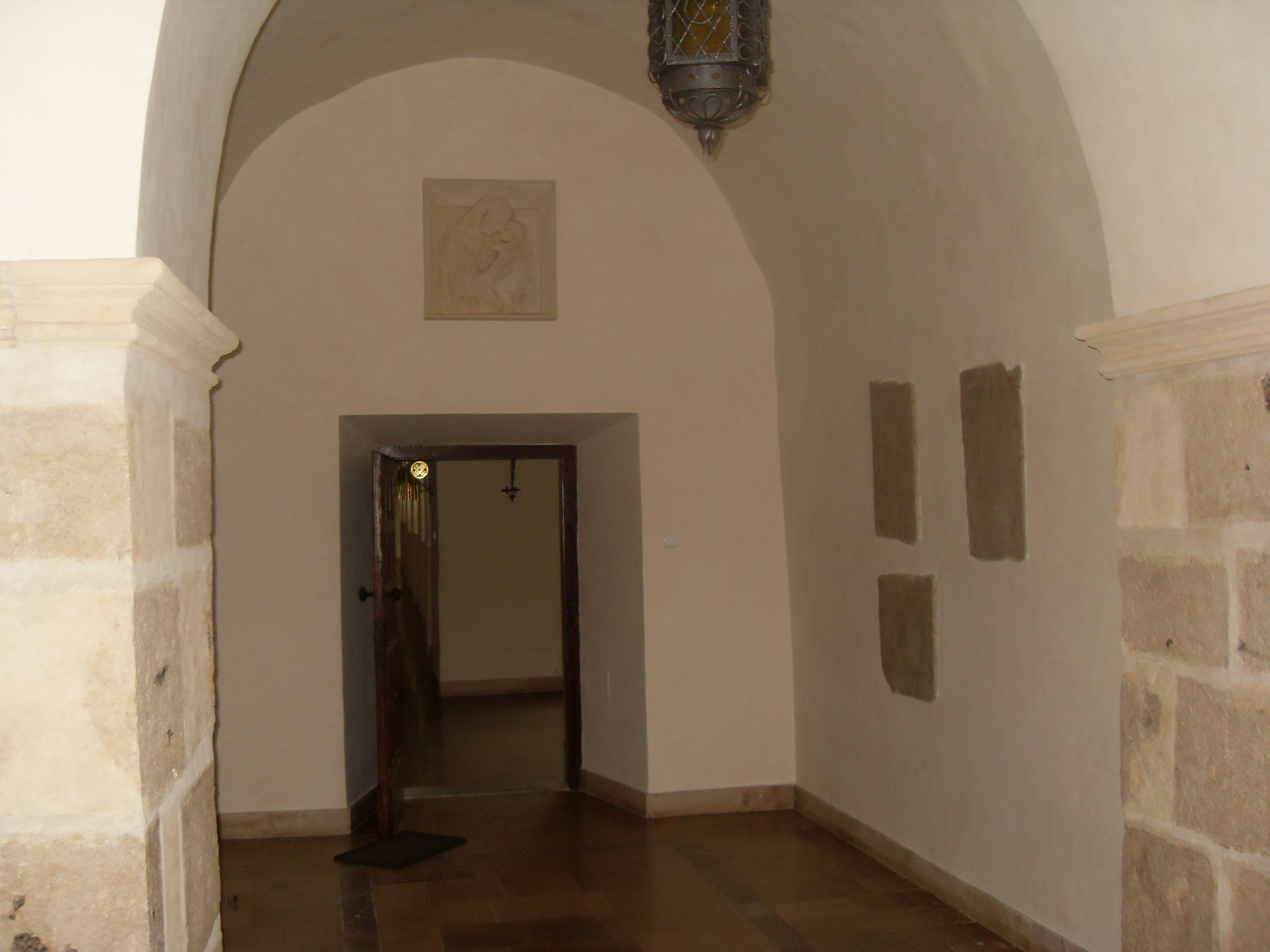
Mogiłas kloster, där Gałka hölls internerad.

Jędrzej Gałka z Dobczyna, född omkring 1400 i Dobczyn vid Śrem, död efter 1451, var en polsk kyrkoreformator. 
Gałka ivrade såsom lärare vid Jagellonska universitetet i Kraków (1425–1448) nitiskt för utbredande av John Wycliffes läror, varmed han blivit bekant genom den husitiska rörelsen i Böhmen. Då han vägrade underordna sig under de påvliga myndigheterna, avskedades han från universitetet och hölls ett halvt år internerad i Mogiłas kloster nära Kraków. Då hans "kätterska" skrifter under hans frånvaro beslagtogs i hans bostad, flydde han till Schlesien, där han avled. Han författade ett poem till Wycliffes ära, ett av den polska diktkonstens äldsta minnesmärken (tryckt 1816).